# Brenda Fassie
Brenda Fassie (Langa (Kaapstad), 3 november 1964 - Johannesburg, 9 mei 2004) was een Zuid-Afrikaans zangeres. Dankzij haar songteksten werd ze tijdens de apartheid een stem voor de onderdrukte zwarte bevolking in het land.

## Levensloop
Ze werd geboren in Langa, het oudste township van Kaapstad. Ze was de jongste van negen kinderen, en haar vader overleed toen ze twee jaar oud was. Met hulp van haar moeder, een pianiste, begon ze al vroeg geld te verdienen door voor toeristen te zingen.
Op een leeftijd van 16 jaar vertrok ze in 1981 naar Soweto, het grootste township van Johannesburg. Ook hier werkte ze weer als zangeres. Ze zong in enkele bands voordat ze de leadzangeres werd van Brenda and the Big Dudes. Met deze band verwierf ze in het zuiden van Afrika steeds meer populariteit. Medio jaren tachtig had ze een wereldwijd succes met het solostuk Weekend Special.
Van een van de bandleden van Big Dudes kreeg ze in 1985 een zoon, Bongani 'Bongz' Fassie. Postuum droeg hij het nummer I'm So Sorry aan haar op, dat de soundtrack werd voor de in 2005 met een Oscar-bekroonde film Tsotsi.
Van 1989 tot 1991 was ze getrouwd met de ex-gedetineerde Nhlanhla Mbambo. Waarschijnlijk was het tijdens deze relatie dat ze verslaafd raakte aan cocaïne. Haar in verval geraakte levensstijl en het niet komen opdagen voor optredens en concerten beschadigden haar reputatie en carrière aanzienlijk.
Het dieptepunt kwam toen ze in 1995 met haar lesbische relatie Poppie Sihlahla een overdosis cocaïne gebruikte. Sihlahla overleed in het ziekenhuis; Fassie overleefde. Hierna probeerde ze haar leven weer op orde te krijgen, maar bleef niettemin worstelen met drugsproblemen. Tientallen malen begon ze aan kuren in ontwenningsklinieken om af te kicken.
Sinds 1996 bracht ze bijna jaarlijks een nieuw soloalbum uit. Haar succesvolste album tijdens haar comebackjaren had ze met Memeza in 1998. In 2001 publiceerde Time Magazine een artikel van drie pagina's over haar met de naam The Madonna Of The Townships, waardoor ook ver buiten Afrika haar bekendheid groeide.
Haar populariteit in Zuid-Afrika dankt ze vooral aan haar songteksten, die vaak het leven van de zwarte bevolking in de townships beschrijven, en aan haar verbondenheid met de zwarte bevolking. Ze is ook na haar doorbraak in Soweto blijven wonen en bleef optreden in de verschillende townships in het land, dikwijls zonder daar geld voor te vragen.
In de ochtend van 26 april 2004 raakte Fassie na een astma-aanval in coma. Haar opname in het ziekenhuis was voorpaginanieuws in Zuid-Afrika en ze werd bezocht door vooraanstaande Afrikanen, zoals Nelson Mandela, Winnie Mandela en Thabo Mbeki. Ze kwam echter niet meer bij bewustzijn en overleed dertien dagen later op 9 mei.
Later zou blijken dat ze de avond ervoor een overdosis cocaïne had gebruikt. Daarbovenop werd ze hiv-positief bevonden.

## Erkenning
Bijna al haar soloalbums behaalden een meervoudige platinastatus. Haar album Memeza was in 1998 zelfs het meest verkochte album van Zuid-Afrika.
Verder werd ze in 1999 onderscheiden met een van de Kora Awards in de categorie Beste artiest. Postuum kwam ze in 2004 op nummer 17 terecht van de lijst van de 100 Great South Africans.
Kunstenaar Angus Taylor ontwierp een bronzen beeld van Fassie dat in 2006 werd geplaatst voor de Bassline Music Venue in Johannesburg.

## Discografie
Fassies belangrijkste platenmaatschappij is CCP-Records geweest, dat deel uitmaakt van het EMI-label. Ze bracht zowel solo, in bands als met anderen platen uit. Zo leverde ze belangrijke bijdragen aan de albums Sangoma van Miriam Makeba en het anti-apartheid album Paradise in Gazankulu van Harry Belafonte, beide uit 1988, en aan Tornado van Mandoza uit 2002. Solo bracht ze rond 15 albums uit, waaronder:
- 1989: Brenda
- 1990: Black President
- 1994: Brenda Fassie
- 1995: Mama
- 1996: Now Is Time
- 1997: Memeza
- 1997: Paparazzi
- 2000: Thola Amadlozi
- 2001: Brenda The Greatest Hits
- 2003: Mali
- 2003: The Remix Collection
- 2004: Gimme Some Volume